# سیارک ۴۰۸۳
سیارک ۴۰۸۳ (به انگلیسی: 4083 Jody، نامگذاری:1985CV) چهار هزار و هشتاد و سومین سیارک کشف شده‌است که در ۱۲ فوریه ۱۹۸۵ کشف شد.
قدر مطلق سیارک برابر ۱۳٫۰۰ است.